# Калини, Людовико
Людовико Калини (итал. Ludovico Calini; 9 января 1696, Калино, Миланское герцогство — 9 декабря 1782, Рим, Папская область) — итальянский куриальный кардинал и доктор обоих прав. Епископ Кремы с 11 сентября 1730 по 27 января 1752. Титулярный латинский патриарх Антиохийский с 1 февраля 1751 по 26 сентября 1766. Префект Священной Конгрегации индульгенций и священных реликвий с октября 1767 по 9 декабря 1782. Камерленго Священной Коллегии кардиналов с 28 февраля 1774 по 29 января 1776. Кардинал-священник с 26 сентября 1766, с титулом церкви Сант-Анастазия с 1 декабря 1766 по 4 марта 1771. Кардинал-священник с титулом церкви Санто-Стефано-аль-Монте-Челио с 4 марта 1771.